# Maglie
Maglie kisváros (közigazgatásilag comune) Olaszország Puglia régiójában, Lecce megyében.

## Földrajza
A Salentói-félsziget délkeleti részén fekszik, Otrantótól nyugatra.

## Története
A városka területét már a bronzkorban lakták, erre utal a számos feltárt régészeti emlék, valamint a határában álló dolmenek és menhírek. A 9. században Szent Bazil-rendi szerzetesek alapítottak kolostort a vidéken. A város erődje a 13. század elején épült fel. A későbbiekben nemesi családok feuduma volt, a 19. század elején vált önállóvá, amikor a Nápolyi Királyságban felszámolták a feudalizmust. 

## Népessége
A népesség számának alakulása:

## Főbb látnivalói
- 1600-ban épült Madonna delle Grazie temploma
- a belváros barokk stílusban épült nemesi palotái
- Paleontológiai Múzeum – a Puglia területéről, a különböző földtörténeti korokból származó kövületeket mutatja be